# ایوری جان
ایوری جان (انگلیسی: Avery John؛ زادهٔ ۱۸ ژوئن ۱۹۷۵) یک بازیکن فوتبال اهل ترینیداد و توباگو است.
وی همچنین در تیم ملی فوتبال ترینیداد و توباگو بازی کرده‌است.